# Aleksandr Mojsejev
Aleksandr Aleksejevič Mojsejev (rusko Александр Алексеевич Моисеев), ruski mornariški častnik, * 16. april 1962, Borskoje, Kaliningrajska oblast, Rusija. 
Je admiral Ruske vojne mornarice in od 2. aprila 2024 vrhovni poveljnik Ruske vojne mornarice, od 3. maja 2019 je bil vrhovni poveljnik Severne flote, pred tem pa je bil vrhovni poveljnik Črnomorske flote.

## Življenjepis
Rodil se je v Borskemu, Kaliningrajska oblast. Med letoma 1982 in 1987 je obiskoval Mornariški radio-elektronski inštitut A. S. Popova v Leningradu, nato pa se je pridružil Severni floti, kjer je v naslednjih 29 letih naredil kariero. Leta 1987 je postal član divizije za računalniški inženiring, od leta 1990 pa je bil vodja divizije za elektronsko bojevanje.
Leta 1992 je postal starejši pomočnik komandirja strateške jedrske podmornice Brjansk razreda Delfin, leta 1994 pa je bil na enakem položaju na podmornici istega razreda Karelija. Podmornica je bila udeležena v odpravi na severni pol, kjer je izplula na površino ob dnevu Ruske vojne mornarice, za kar je Mojsejev prejel red za hrabrost. Med letoma 1994 in 1995 se je udeležil mornariških tečajev za višje posebne častnike in pozneje poveljeval podmornici Novomoskovsk razreda Delfin. Podmornica je 7. julija 1998 z raketo Štil izstrelila dva satelita v orbito, kar je bila prva izstrelitov satelitov v orbito iz podmornice.
Leta 2001 se je vpisal v Mornariško akademijo N. G. Kuznecova, kjer je leta 2003 z odliko diplomiral in nato do leta 2007 služil kot poveljnik štaba 31. podmorniške divizije na Severni floti ter nato do leta 2009 kot poveljnik divizije. Leta 2008 je kot starejši častnik na krovu nadzoroval prehod podmornice Rjazan razreda Kalmar med prehodom s Severne na Tihooceansko floto, za kar je prejel drugi red za hrabrost.
Leta 2009 se je vpisal na Vojaško akademijo generalštaba, kjer je leta 2011 diplomiral z odliko in zlato medaljo. Istega leta je prejel odlikovanje heroj Ruske federacije, z obrazložitvijo predsednika Ruske federacije Dimitrija Medvedjeva, da so bila pod njegovim vodstvom divizije strateških jedrskih podmornic na Severni floti preizkušena najnovejša orožja in je bila izvedena vrsta raketnih izstrelitev skladno z zelo visokimi standardi.
Leta 2011 postane Mojsejev namestnik poveljnika podmorniških sil na Severni floti, leta 2012 pa njihov poveljnik. Leta 2013 postane kontraadmiral, leta 2015 pa viceadmiral. Naslednje leto je postavljen na mesto poveljnika štaba Severne flote. Istega leta postane namestnik poveljnika generalštaba Oboroženih sil Ruske federacije, leta 2018 pa postane poveljnik Črnomorske flote. Leta 2019 postane Mojsejev poveljnik Severne flote in leta 2020 prejme čin admirala.